# Confisca (diritto penale)
La confisca, nel diritto penale, indica l'acquisizione coattiva, senza indennizzo, da parte della pubblica amministrazione, di determinati beni o dell'intero patrimonio di chi ha commesso un reato. Nell'ordinamento italiano si distingue tra confisca quale misura di sicurezza e confisca quale misura di prevenzione; in ragione del suo carattere particolarmente afflittivo, peraltro, è suscettibile di assumere i crismi di una vera e propria sanzione penale.

## La confisca ex art. 240 del codice penale
“Confisca. Nel caso di condanna, il giudice può ordinare la confisca delle cose che servirono o furono destinate a commettere il reato, e delle cose che ne sono il prodotto o il profitto.
È sempre ordinata la confisca:
1. delle cose che costituiscono il prezzo del reato;
2. delle cose, la fabbricazione, l’uso, il porto, la detenzione o l’alienazione delle quali costituisce reato, anche se non è stata pronunciata condanna.

Le disposizioni della prima parte e del n. 1 del capoverso precedente non si applicano se la cosa appartiene a persona estranea al reato.
La disposizione del n. 2 non si applica se la cosa appartiene a persona estranea al reato e la fabbricazione, l’uso, il porto, la detenzione o l’alienazione possono essere consentiti mediante autorizzazione amministrativa.”
È il modello generale di confisca.
Natura giuridica: MISURA DI SICUREZZA. Si applica l’articolo 200 c.p. e non l’art 2 c.p.; pertanto essa può essere disposta retroattivamente, quindi anche se al momento del fatto di reato tale misura non era prevista, ma è stata introdotta o modificata successivamente.
Presupposti:
- sentenza di condanna o, in certe ipotesi, anche applicazione della pena su richiesta delle parti;
- non appartenenza della cosa a terzi estranei al reato;
- pericolosità della cosa o del rapporto tra il reo e la res.

Finalità: di prevenzione, evitare che la disponibilità della cosa tenga viva nel reo l’idea del reato o che comunque ‘il crimine paghi’.